# Решетник Іван Семенович
Іван Семенович Решетник (1924–1968) — підполковник Радянської Армії, учасник німецько-радянської війни, Герой Радянського Союзу (1943).

## Біографія
Іван Решетник народився в селі Ново-Троїцьке (нині — Мактааральський район Південно-Казахстанської області Казахстану). З раннього дитинства проживав у селі Ленінське Узгенського району Ошської області Киргизької РСР. Закінчив неповну середню школу, навчався в сільгосптехнікумі.
У серпні 1942 року Решетник був призваний на службу в Робітничо-селянську Червону Армію. У 1943 році він закінчив Туркестанське кулеметне училище. З червня того ж року — на фронтах німецько-радянської війни. У боях був поранений.
До вересня 1943 року лейтенант Іван Решетник командував кулеметним взводом 957-го стрілецького полку 309-ї стрілецької дивізії 40-ї армії Воронезького фронту. Відзначився під час битви за Дніпро. В ніч з 23 на 24 вересня 1943 року взвод Решетника переправився через Дніпро в районі села Балико-Щучинка Кагарлицького району Київської області Української РСР і захопив плацдарм на його західному березі, після чого успішно втримав його до переправи основних сил. У тих боях Решетник отримав важке поранення.
Указом Президії Верховної Ради СРСР від 23 жовтня 1943 року за «мужність і героїзм, проявлені при форсуванні Дніпра і в боях на Дніпровському плацдармі» лейтенант Іван Решетник був відзначений високим званням Героя Радянського Союзу з врученням ордена Леніна і медалі «Золота Зірка» за номером 4784.
Після лікування Решетник служив у тилових частинах. Коли закінчилася війна, продовжив службу в Радянській Армії. 1967 року у званні підполковника Решетник вийшов у відставку. Проживав у місті Лермонтов Ставропольського краю.
Був також нагороджений орденами Червоної Зірки і «Знак Пошани», багатьма медалями.
Помер після важкої хвороби 14 грудня 1968 року. Похований на міському кладовищі Лермонтова.
На честь Решетника названо вулицю в Лермонтові.